# Andrés González Ponce
Andrés González Ponce, más conocido como Andrés (Cádiz, España, 22 de marzo de 1949), es un futbolista español retirado. Jugaba de defensa central y desarrolló la mayor parte de su carrera en elCádiz Club de Fútbol y el Real Madrid

## Trayectoria
Nacido en Cádiz, jugó al fútbol desde niño, pasando por varios equipos gaditanos hasta legar a los cadetes del Balón de Cádiz, club donde se forja como futbolista durante 5 años. En el Cádiz C. F. ya se habían fijado en él y se le había realizado un contrato, pero se optó por dejarlo en el Balón en calidad de cedido para que se fuese curtiendo. Pese a que en la temporada 1968-69 la situación deportiva era pésima, pues se inicia el campeonato con la ilusión de ascender a 1ª y se acaba descendiendo a 3ª, el por entonces entrenador Vilariño no le encuentra sitio en el equipo. Para la temporada siguiente, con el equipo en 3ª y un nuevo entrenador (León Lasa), todos esperan que el joven Andrés, que ya había cumplido los 20 años, se incorpore a la primera plantilla. Pero Lasa tampoco cuenta con él, por lo que permanece un año más en el Balón.
Esa temporada el equipo consigue retornar a 2ª y León Lasa sigue al frente del equipo. Este confía plenamente en la base de la plantilla que tan magnífica temporada ha realizado en 3ª y ha conseguido el ascenso, aunque con alguna baja notable como la del Tucho de la Torre.  Para reforzar el equipo, Lasa quiere hombre experimentados y se traen jugadores como Cambeiro, Paquito, Moscosio, Causanilles, Robles o Salcedo También llega cedido por el Sevilla, el portero Paco (el que luego sería "Súper") y un joven central ceutí, Miguel Bernardo Bianqueti, conocido como Migueli. Lasa vuelve a desestimar la incorporación de Andrés al primer equipo.
El futuro de Andrés parecía estar fuera del Cádiz, pero ningún equipo de 2ª, ni de 3ª apuesta por él debido a que prácticamente era un desconocido dentro del panorama futbolístico. Andrés se niega a bajar a regional y comunica a su presidente, el recién llegado Gutiérrez Trueba, su intención de abandonar el fútbol. Pero si había alguien que confiaba en Andrés, ese era su presidente. Gutiérrez Trueba sabe que Andrés puede ser un magnífico jugador y ante la disyuntiva de éste de abandonar el fútbol, fuerza al entrenador para que lo incorpore a la plantilla, que le vea entrenar y jugar y que luego decida.
Andrés se entregó en cuerpo y alma para convencer a León Lasa y las circunstancias quisieron que al poco tiempo de iniciado el campeonato, varios defensas del equipo sufrieran importantes lesiones, lo que prácticamente forzó la titularidad de Andrés, que por entonces ya contaba con 22 años. Su rendimiento sorprendió a todos, pues su impresionante planta física la acompañaba de una notable fuerza y solidez defensiva, una gran capacidad para sacar el balón jugado desde atrás y mucha precisión en el pase. Ante las evidencias, León Lasa no dudo en dar su brazo a torcer y Andrés se hizo un fijo en el titular.
Para la temporada siguiente, la 71-72, Gutiérrez Trueba, aprovechando la seriedad de la gestión aportada al club por Márquez Veiga durante la década de los 60, lidera un impulso institucional al club: se inventa la figura del socio súper-numerario, adquiere para el club la finca de Cánovas del Castillo 21 y crea el Cádiz B como el filial directo del primer equipo. Se comienzan a asentar las bases para aspirar al sueño de la 1ª división. Para ello se dan las riendas del equipo a García Andoaín y se hacen fichajes importantes, como la del delantero Machicha o la vuelta de Juanito Mariana.
Pese a todo, la temporada resulta tremendamente negativa y pasan hasta 4 entrenadores (Andoaín, Daucik, Bolea y Naya), consiguiéndose la permanencia en una agónica promoción ante el Sestao. En este desastre deportivo, Andrés es de los pocos que se salva y la pareja que forma con Migueli no pasa desapercibida para los ojeadores de los equipos grandes. En esta pareja Migueli hace de “poli malo”, un central duro, expeditivo, contundente, sólido en el juego aéreo y dedicado a la marca del delantero centro del equipo rival; mientras que Andrés ejerce el papel de “poli bueno” como defensa libre (líbero) o también llamado “defensa escoba” por ser quien debe resolver los posibles fallos de sus compañeros de zaga, estar más dispuesto al cruce, darle sentido a la salida del juego desde atrás, e incluso incorporarse al ataque (¡impresionante un gol que consiguió ante el C.D. Castellón arrancando desde su propia área y cruzándose todo el campo y que propiciaría que a la finalización del partido fuese sacado a hombros del campo!). 
Durante la temporada el Real Madrid se interesa seriamente por el central gaditano y antes de finalizar la misma, firma un precontrato para las próximas 5 temporadas con el club blanco, dejando en las arcas cadistas un desahogo económico de 7 millones de pts. Andrés termina la temporada con el Cádiz y para la siguiente se incorpora a la primera plantilla del Real Madrid. En apenas año y medio había pasado de querer dejar el fútbol a jugar en el Real Madrid.
Miguel Muñoz, por entonces técnico madridista, confía en Andrés en quien tiene puestas muchas esperanzas, y le va dando entradas a lo largo de toda la temporada 72-73. En la jornada 3 tiene la oportunidad de debutar en 1ª división en el Insular Canario al sustituir a falta de 5 minutos para el final del partido a uno de los grandes mitos de Chamartín: Velázquez.
Pese a la competencia en su puesto, con jugadores como Pirri, Benito o Zoco; Andrés juega 13 partidos, 7 de ellos como titular.
Pero la carrera de Andrés sufrió un fuerte revés al sufrir una grave lesión de pubis que le obligó a pasar por quirófano. Para la temporada siguiente Andrés no encuentra sitio en el equipo y no juega ningún partido; y para su tercera temporada como madridista es cedido al C.D. Castellón en 2ª división, donde cuaja una buena temporada 74-75, marcando incluso dos goles A su regreso a Madrid, debe pasar hasta dos veces más por quirófano por su problema de pubis y no termina por hacerse un sitio en el equipo, jugando sólo unos minutos de un partido en estas dos temporadas.
Tras su periplo madridista, Andrés vuelve a su tierra para fichar en la temporada 77-78 por el Racing Club Portuense que había ascendido a la recién inaugurada 2ª B. Terminada la temporada recibe una oferta del Levante UD (también en 2ª B) donde ficha para tres temporadas. Pero el infortunio volvió a cebarse con Andrés y en su segunda temporada sufre una lesión de ligamentos en una rodilla que le obliga a precipitar su retirada con apenas 30 años.
Posteriormente estuvo trabajando como técnico en las categorías inferiores del Portuense hasta incorporarse al cuerpo técnico del Cádiz C. F. formando parte de la coordinación de la cantera, puesto que recientemente ha dejado de desempeñar. Aunque es cuestión de tiempo.
- Datos: Q2888233